# Cuando los sapos bailen flamenco
Cuando los sapos bailen flamenco es el título de una canción del dúo femenino español Ella baila sola.

## Descripción
El tema está incluido en su primer álbum de estudio Ella baila sola y fue el tercer sencillo del mismo en salir al mercado después de Lo echamos a suertes y Amores de barra.
Considerada la mejor canción del grupo e incluso de toda la carrera profesional del dúo. La letra se recrea en el sentimiento de pérdida y nostalgia por un amor pasado, el deseo de su retorno y la toma de conciencia de que tal anhelo se vuelva realidad, con el símil de que ello solo ocurrirá Cuando los sapos bailen flamenco.
El tema alcanzó el número 1 de la lista de Los 40 principales.

## Versiones
El tema fue versionado por Nina Rodríguez en la versión colombiana del talent show La Voz (2013).
De igual forma, el tema fue versionado por el salsero dominicano Michel El Buenón en 2008. 